# Spintherobolidae
Die Spintherobolidae sind eine Familie der Salmlerartigen (Characiformes). Sie kommt mit fünf Arten im tropischen Südamerika vor.

## Merkmale
Die Arten der Spintherobolidae sind kleine, langgestreckte Fische mit Körperlängen von 2 bis 6 cm. Diagnostische Merkmale der Unterfamilie sind der fehlende Rhinosphenoid (ein spezieller Schädelknochen einiger Salmler), die fehlenden Hämalia, eine Afterflosse mit drei oder weniger unverzweigten Flossenstrahlen, der fehlende Kontakt zwischen Ectopterygoid und Os quadratum. Der aufsteigende Fortsatz der Prämaxillare ist kurz und reicht nur bis zum vorderen Ende der Nasale. Die Maxillare ist kurz und erreicht nicht den hinteren Rand des Meckelschen Knorpels. Die Zähne auf der Maxillare sind konisch und einspitzig.
Von den Unterfamilien der Characidae (Echte Salmler), mit Ausnahme der Aphyocharacinae und der Cheirodontinae, unterscheiden sich die Spintherobolidae durch eine einzelne Zahnreihe auf der Prämaxillare. Von den Aphyocharacinae und den Cheirodontinae unterscheiden sie sich durch das Fehlen des Rhinosphenoid und maximal drei unverzweigte Afterflossenstrahlen (vs. vier bis sechs).

## Gattungen und Arten
- Amazonspinther Bührnheim, Carvalho, Malabarba, & Weitzman, 2008
  - Amazonspinther dalmata Bührnheim, Carvalho, Malabarba & Weitzman, 2008
- Spintherobolus Eigenmann, 1911, (Typusgattung)
  - Spintherobolus ankoseion Weitzman & Malabarba, 1999
  - Spintherobolus broccae Myers, 1925
  - Spintherobolus leptoura Weitzman & Malabarba, 1999
  - Spintherobolus papilliferus Eigenmann, 1911

## Systematik
Die nahe Verwandtschaft der Gattungen Amazonspinther und Spintherobolus, die beide damals zur Unterfamilie Cheirodontinae gehörten, wurde schon 2015 erkannt. Im Kladogramm der Echten Salmler haben sie eine basale Stellung. In einer im Jahr 2018 durch den Salmlerexperten Juan Marcos Mirande veröffentlichten umfassenden Revision der Systematik der Echten Salmler (Characidae) wurden die Spintherobolinae als Unterfamilie mit den Gattungen Amazonspinther und Spintherobolus eingeführt. Im Zuge einer 2024 veröffentlichten weiteren Revision der „Echten Salmler“ bekam diese Unterfamilie den Rang einer eigenständigen Familie.

## Belege
1. 1 2 3 4  Juan Marcos Mirande (2018): Morphology, molecules and the phylogeny of Characidae (Teleostei, Characiformes). Cladistics, Juni 2018. doi: 10.1111/cla.12345
2. ↑  Bruno F. Melo, Ricardo C. Benine, Gabriel S.C. Silva, Gleisy S. Avelino, Claudio Oliveira: Molecular phylogeny of the Neotropical fish genus Tetragonopterus (Teleostei: Characiformes: Characidae). Molecular Phylogenetics and Evolution, November 2015, doi:10.1016/j.ympev.2015.10.022
3. ↑  Bruno F Melo, Rafaela P Ota, Ricardo C Benine, Fernando R Carvalho, Flavio C T Lima, George M T Mattox, Camila S Souza, Tiago C Faria, Lais Reia, Fabio F Roxo, Martha Valdez-Moreno, Thomas J Near, Claudio Oliveira (2024): Phylogenomics of Characidae, a hyper-diverse Neotropical freshwater fish lineage, with a phylogenetic classification including four families (Teleostei: Characiformes) Zoological Journal of the Linnean Society, Volume 202, Issue 1, September 2024, doi: 10.1093/zoolinnean/zlae101